# Påläggskalv
Påläggskalv är en term inom djurskötseln som innebär att en kalv föds upp i avelssyfte och inte för slakt.
Kalvar föds kontinuerligt i en kobesättning. De skickas till slakt i varierande åldrar beroende på priser och efterfrågan. Men när äldre djur behöver ersättas eller besättningen utökas behåller man vissa kalvar. Man väljer då individer med god härstamning. Dessa "lägger man på", det vill säga de får extra god omvårdnad för att de ska utvecklas till utmärkta produktiva vuxna djur (jfr 'lägga på sig', 'lägga på hullet').
Numera används termen mest i överförd betydelse. Det är vanligen inom företag, organisationer, och idrotten, som man talar om påläggskalvar. Då handlar det om unga och framåtsträvande personer, som man vill utveckla till framstående medarbetare eller spelare, gärna i ledande positioner.